# ساميزدات

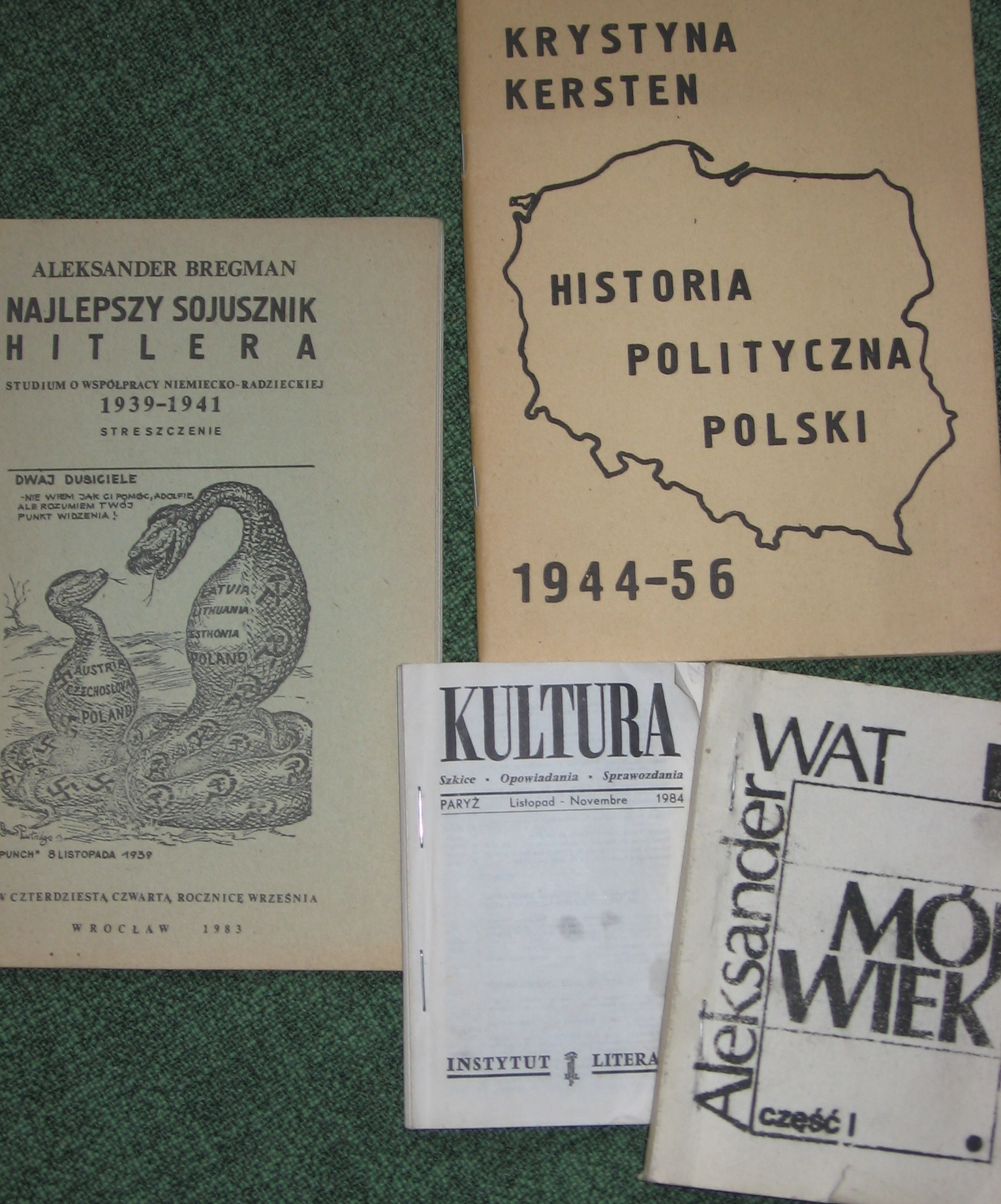
مطبوعات ساميزدات بولندية

ساميزدات (بالروسية: самизда́т) هو نوع من الكتابة والنشر مارسه المنشقون في الاتحاد السوفييتي ودول الكتلة الشرقية تحديًا للرقابة على الكتابات المعارضة. كانت المطبوعات المحظورة تُكتب باليد وتُمرر من قارئ إلى آخر. وقد كانت هذه الطريقة محفوفة بالخطر، وكان من يُدان بنشر أو تداول مثل هذه المنشورات يواجه عقوبات قاسية.
لخص فلاديمير بوكوفسكي فكرة الساميزدات بقوله: «أخلقها بنفسي، وأحررها، وأراقبها، وأطبعها، وأوزعها، وأُسجن من أجلها».